# Колесо обозрения для автомобилей

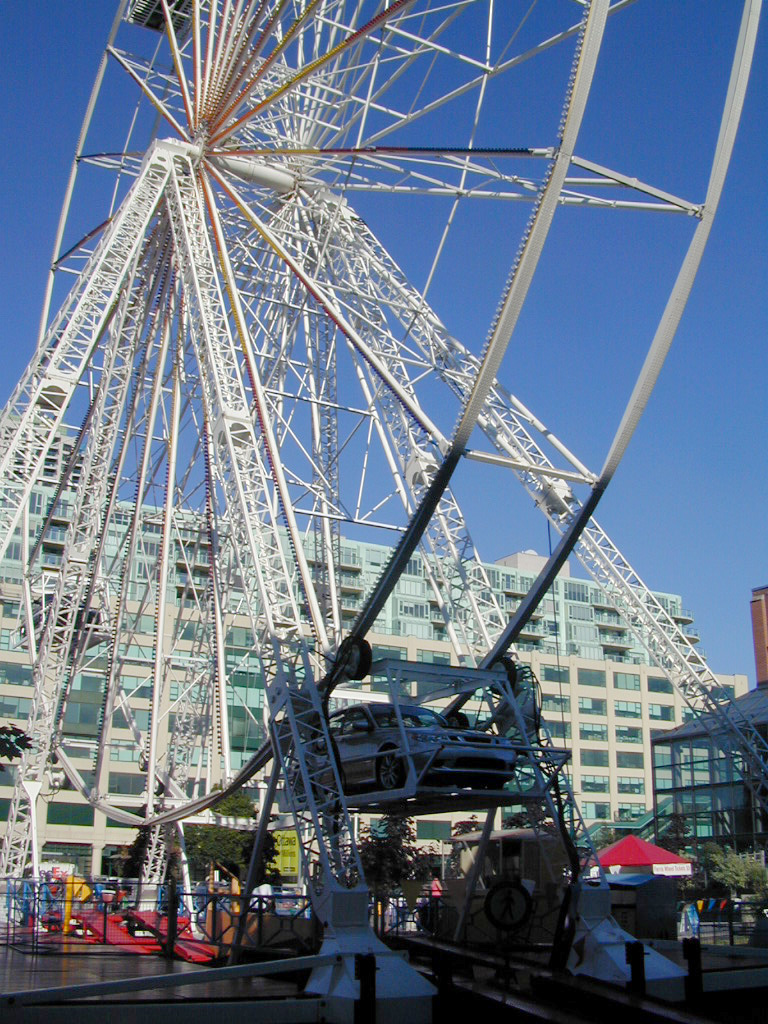
Колесо для автомобилей в 2004 году в Торонто

Колесо обозрения для автомобилей (англ. Drive-In Ferris Wheel) — разновидность колеса обозрения, где вместо кабинки для людей используется платформа, на которой закрепляется автомобиль.
Впервые колесо обозрения для машин под названием «Drive In Wheel» появилось в 1999 году, когда голландский архитектор Йохн Кёрмелинг (нидерл. John Körmeling) создал его для арт-выставки Panorama 2000, проходившей в нидерландском городе Утрехте. Высота аттракциона 32,3 метра, диаметр самого колеса — 29,5 м. На колесе одновременно крепятся 4 автомобиля (весом около 1100 кг каждый), в которых могут находиться по 4 человека.
Голландская компания Kroon-Lamberink Groep уверяет, что может доставить свой уникальный аттракцион в любую точку мира. В августе 2004 года концерн General Motors воспользовался этим предложением и провёл самую известную на сегодняшний день акцию Mobile Fun с колесом обозрения для машин. Аттракцион был установлен в Торонто рядом с галереей современного искусства The Power Plant (en:The Power Plant) и использовался для продвижения новой модели Saab 9-2X.
Колесо обозрения для автомобилей по устройству сходно с многоэтажной парковкой.